# Ministerio de Justicia y Derechos Humanos (Chile)
El Ministerio de Justicia y Derechos Humanos de Chile (MinJusticia) es el ministerio de Estado encargado esencialmente de relacionar al Poder Ejecutivo con el Poder Judicial, de fomentar y promocionar los derechos humanos y de ejecutar las acciones que le encomienden la ley y el presidente de la República. Desde el 17 de octubre de 2024, el abogado Jaime Gajardo Falcón ocupa el cargo de ministro de Justicia y Derechos Humanos, mientras que desde el 2 de agosto de 2024, Daniela Quintanilla ocupa la titularidad de la Subsecretaría de Derechos Humanos, actuando bajo el gobierno de Gabriel Boric.

## Historia

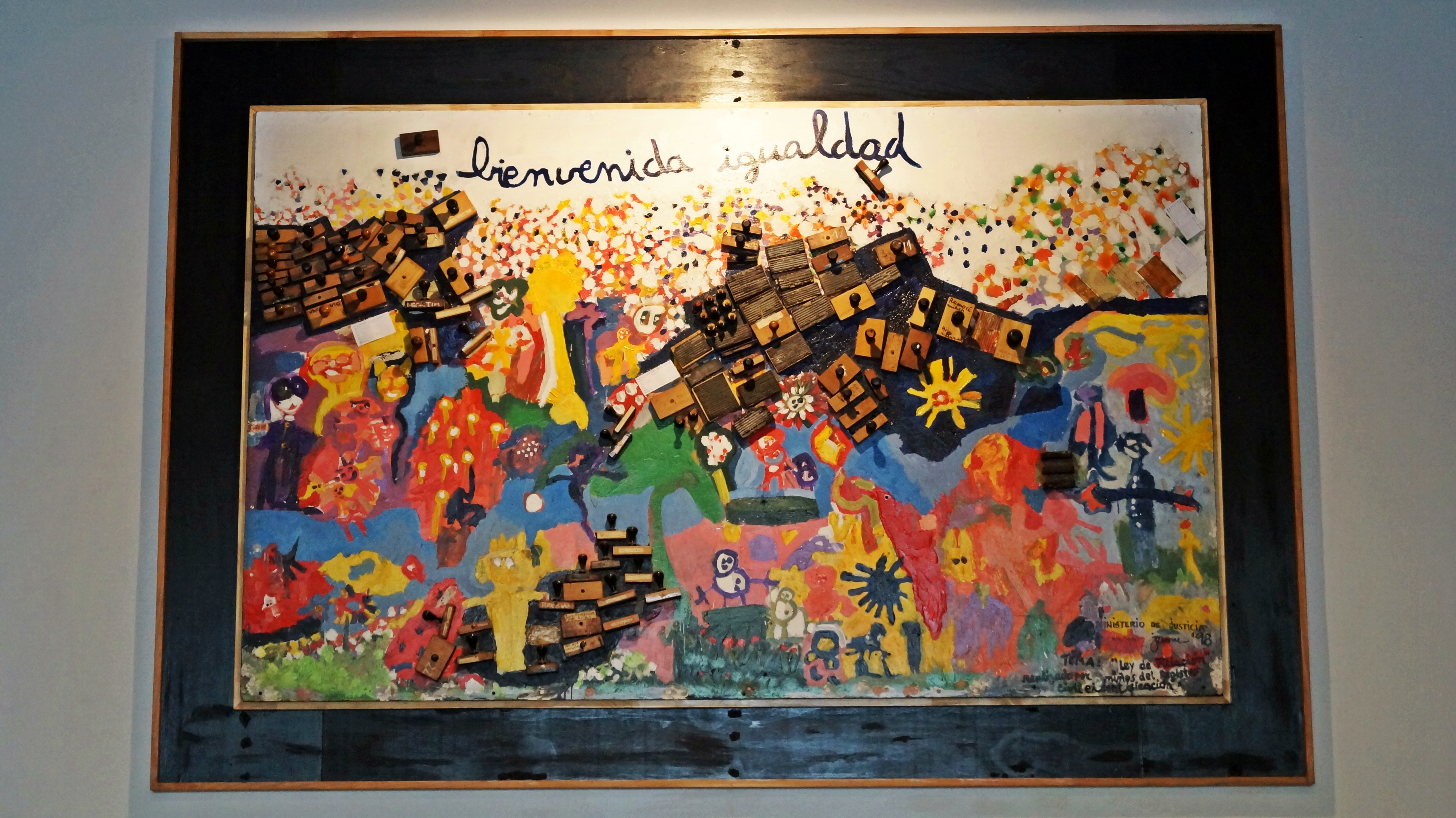
Obra pictórica en el interior del edificio, que utiliza los sellos obsoletos tras la ley que elimina la categoría de "hijo ilegítimo".

Este ministerio fue creado el 1 de febrero de 1837 bajo el nombre de Ministerio de Justicia, Culto e Instrucción Pública, durante el gobierno de José Joaquín Prieto Vial. Su primer ministro fue Diego Portales Palazuelos, quien debido a que ejerció solo de forma interina, entregó el cargo, el 26 de junio de ese mismo año a Mariano Egaña. En ese entonces la labor del ministerio era de preocuparse de todo lo relacionado con la legislación y de la conformación del Poder Judicial.
El 25 de noviembre de 1870, una ordenanza del presidente José Joaquín Pérez, estableció la creación de una «Guardia Especial para el Presidio Urbano de Santiago», la cual sería los cimientos del Cuerpo de Gendarmería de Chile.
La creación del Registro Civil durante la administración del presidente Domingo Santa María, en 1884, respondió a los cambios culturales que se dieron en la sociedad chilena de entonces, de mayor diversidad, con distintos credos religiosos y nuevos valores.
Así, una «Ley de Matrimonio Civil» se promulgó el 16 de enero de 1884, y autorizó al juez de Letras a efectuar la celebración civil del matrimonio en caso de que la autoridad eclesiástica se negara.
En 1887, al ministerio se le separa el Departamento de Culto, que pasa a depender del Ministerio de Relaciones Exteriores, llamándose Ministerio de Justicia e Instrucción Pública. La dedicación de los médicos que ejercieron su disciplina a favor de la justicia se plasmó en 1915, con la creación del Servicio Médico Legal (SML). Se trata de una entidad pública que asesora en materias legales y forenses a los Tribunales de Justicia del país.
Por otra parte, el nombre del «Cuerpo de Gendarmería de Prisiones» se instauró definitivamente el 30 de noviembre de 1921.
En 1927 se dicta la «Ley Orgánica de Ministerios», entre los cuales se encontraba el Ministerio de Justicia, que crea su vez el Ministerio de Educación Pública.
En 1943, el Registro Civil se fusiona con el Servicio de Identificación y pasa a denominarse «Servicio de Registro Civil e Identificación» (SRCI), denominación que mantiene hasta la fecha.
Tres décadas más tarde, en 1973, se estableció un sistema computacional para sistematizar la entrega del Rol Único Nacional (R.U.N.) a cada nacido en el territorio nacional.
En enero de 1979, se creó el Servicio Nacional de Menores (Sename), dicho organismo es —según los estatutos jurídicos de su creación— mediante el cual el Estado asume un rol activo en la protección de los niños y niñas vulnerados (as), y da apoyo a la judicatura de menores como un «órgano auxiliar de la administración de justicia».
La Ley 17.995, del 8 de mayo de 1981, concedió la personalidad jurídica a las actuales Corporaciones de Asistencia Judicial (CAJ) de las regiones Metropolitana, Biobío y Valparaíso. Con éstas fueron sustituidos los antiguos consultorios dependientes del Colegio de Abogados de Chile en lo referente a los servicios de asistencia judicial.
En 1999 se publicó la «Ley Orgánica Constitucional del Ministerio Público», que fue clave para el éxito de implementación de la Reforma Procesal Penal (RPP). Esta institución tiene como funciones representar a la comunidad en la persecución penal, dirigir la investigación de los delitos, y brindar atención a víctimas y testigos.
A partir del 16 de diciembre de 2000 y hasta junio de 2005, comenzó en el país el proceso de instalación progresiva de la RPP. La nueva justicia criminal integró al sistema judicial «nuevos estándares de transparencia, publicidad, inmediación, celeridad y oralidad», junto con separar las funciones de investigar y juzgar, con lo que dejó atrás «un sistema inquisitivo y vetusto».
En 2016 el Ministerio cambió de nombre, pasando a llamarse Ministerio de Justicia y Derechos Humanos, al crearse la Subsecretaría de Derechos Humanos, mediante la ley 20885, promulgada el 16 de diciembre de 2015 y publicada en el Diario Oficial el 5 de enero de 2016.

## Funciones
Al Ministerio de Justicia y Derechos Humanos corresponden las siguientes veintiséis funciones:
- Realizar el estudio crítico de las normas constitucionales y de la legislación civil, penal, comercial, administrativa y de procedimiento, a fin de proponer al presidente de la República las reformas que estime pertinentes.
- Colaborar, en el ámbito de su competencia, con el presidente de la República en las materias relativas a la promoción y protección de los derechos humanos. En ejercicio de esta función, le corresponde realizar el estudio crítico de la normativa interna a la luz del «Derecho Internacional de los Derechos Humanos» y proponer al presidente de la República las reformas que en tal sentido estime pertinentes.
- Prestar asesoría técnica al Ministerio de Relaciones Exteriores en los procedimientos ante los tribunales y órganos internacionales de derechos humanos y, en ejercicio de esta función, colaborar con las respuestas o informes que se presenten a nombre del Estado de Chile.
- Colaborar con el Ministerio de Relaciones Exteriores, dentro del ámbito de su competencia, en la elaboración y seguimiento de los informes periódicos ante los órganos y mecanismos de derechos humanos, en la ejecución de medidas cautelares y provisionales, soluciones amistosas y sentencias internacionales en que Chile sea parte, y en la implementación, según corresponda, de las resoluciones y recomendaciones originadas en el Sistema Interamericano y en el Sistema Universal de Derechos Humanos, sin perjuicio de las atribuciones de otros órganos del Estado.
- Celebrar convenios de colaboración y cooperación con organismos públicos y privados, nacionales o internacionales, dentro del ámbito de sus competencias.
- Asesorar al presidente de la República en los nombramientos de jueces, funcionarios de la administración de justicia y demás empleados del Poder Judicial, y en el ejercicio de la atribución especial de velar por la conducta ministerial de los jueces.
- Formular políticas, planes y programas sectoriales, en especial respecto de la defensa judicial de los intereses del Estado; del tratamiento penitenciario y la rehabilitación del condenado; de la organización legal de la familia e identificación de las personas: de la tuición que al Estado corresponde en la administración y realización de los bienes de las personas que caigan en falencia, y de los sistemas asistenciales aplicables a los niñas, niños y adolescentes que carezcan de tuición o cuya tuición se encuentre alterada y a los que presenten desajustes conductuales o estén en conflicto con la justicia.
- Controlar el cumplimiento de las políticas, planes y programas sectoriales y evaluar sus resultados.
- Dictar normas e impartir instrucciones a que deben sujetarse sus servicios dependientes y fiscalizar su cumplimiento.
- Atender a las necesidades de organización y funcionamiento de los Tribunales de Justicia.
- Asesorar a los Tribunales de Justicia en materias técnicas, a través de los organismos de su dependencia.
- Programar y proponer la adquisición, construcción, adecuación y habilitación por el Fisco de inmuebles para los tribunales de justicia, el Ministerio y sus servicios dependientes, sin perjuicio de las atribuciones de la Corporación Administrativa del Poder Judicial.
- Proponer al poder ejecutivo las medidas necesarias para solucionar las dificultades y dudas que le sean formuladas en materia de inteligencia y aplicación de las leyes, de acuerdo con lo dispuesto en los artículos 5° del Código Civil y 102 del Código Orgánico de Tribunales.
- Velar por la prestación de asistencia jurídica gratuita en conformidad a la ley.
- Proponer medidas para prevenir el delito por medio de planes de reinserción social.
- Crear establecimientos penales y de tratamiento y rehabilitación penitenciarios.
- Dictar las resoluciones necesarias para el cumplimiento de las sentencias ejecutoriadas que condenen al Fisco.
- Asesorar al presidente de la República en lo relativo a amnistía e indultos.
- Estudiar los antecedentes y proponer, en su caso la concesión de los beneficios previstos en el decreto ley N° 409, de 1932.
- Intervenir en la fiscalización de las asociaciones y fundaciones de conformidad a lo establecido en el Título XXXIII del Libro I del Código Civil, así como ejercer todas las atribuciones y demás funciones que la ley N° 20.500, sobre asociaciones y participación ciudadana en la gestión pública, le confieren.
- Participar en la legalización de los instrumentos otorgados o autorizados por el Poder Judicial, por el Ministerio, por sus servicios dependientes y por los organismos que se relacionen con el Gobierno a través del Ministerio.
- Otorgar las certificaciones y testimonios instrumentales que organismos internacionales o entidades extranjeras soliciten al Gobierno, en asuntos que puedan afectar al Fisco;
- Aprobar el texto oficial de los Códigos y autorizar sus ediciones oficiales.
- Pronunciarse sobre los proyectos y ejecución de obras de Gendarmería de Chile, y sus prioridades, los que han de someterse a la aprobación del Presidente de la República. Respecto de estas obras, el Ministerio de Justicia y Derechos Humanos tendrá las mismas atribuciones que la ley señale al Ministerio de Obras Públicas para el resto de las obras de tal naturaleza.
- Llevar el Registro de Mediadores a que se refiere la ley N° 19.968, que crea los Juzgados de Familia, y fijar el arancel respectivo.
- Desempeñar las restantes funciones y ejercer las demás atribuciones que le encomiende la ley.

## Organización
La estructura orgánica funcional del Ministerio es la siguiente:

### Ministro de Justicia y Derechos Humanos
Gabinete Ministro
- Oficina de Planificación y Presupuesto
  - Departamento de Presupuesto y Finanzas
  - Unidad de Informática
  - Unidad de Concesiones
  - Unidad de Proyectos
  - Unidad de Planificación y Control de Gestión
- Unidad de Comunicaciones
- Cooperación Internacional
- Auditoría Ministerial
  - Auditoría Interna
  - Área de Atención Ciudadana
- Unidad de Investigación y Coordinación

### Subsecretarías
- Subsecretaría de Justicia, cuya función es prestar asesoría y colaboración directa al ministro en la elaboración de los planes, programas y decisiones del sector a su cargo. Además, tiene bajo su supervisión, las secretarías regionales ministeriales de Justicia y Derechos Humanos (Seremi's).[7]
- Subsecretaría de Derechos Humanos, cuya función es prestar asesoría y colaboración directa al ministro de Justicia y Derechos Humanos en el diseño y elaboración de las políticas, planes y programas relativos a la promoción y protección de los derechos humanos.[7]

### Organismos bajo dependencia del Ministerio
Los servicios públicos e instituciones que dependen del Ministerio son los siguientes:
- Servicio de Registro Civil e Identificación (SRCI)
- Servicio Médico Legal (SML)
- Servicio Nacional de Menores (SENAME)
- Gendarmería de Chile (GENCHI)
- Defensoría Penal Pública (DPP)
- Las Corporaciones de Asistencia Judicial (CAJ)
- Mediación Familiar Licitado (MFL) Archivado el 14 de febrero de 2022 en Wayback Machine.

### Consejo Nacional de Protección a la Ancianidad

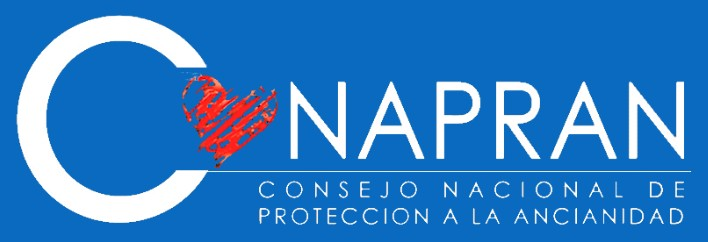
Logo oficial del Conapran.

El Consejo Nacional de Protección a la Ancianidad (más conocido por su acrónimo, Conapran) es una corporación de derecho privado, sin fines de lucro, constituida por escritura pública, con fecha 24 de septiembre de 1974. Se le otorgó su personalidad jurídica mediante el decreto supremo n.º 1232 del Ministerio de Justicia, del 2 de octubre de 1974. Cuenta con su domicilio ubicado en la calle Tomás Moro 200, de la comuna de Las Condes, en Santiago.
Su principal función es contribuir a mejorar la calidad de vida de los adultos mayores de escasos recursos y en condición de vulnerabilidad social en el ámbito nacional. Lo anterior, mediante la entrega de un ambiente de protección social y respeto a sus derechos, acompañado de un servicio de atención integral a las personas que se incorporan al programa institucional.
Por otro lado, la visión es que «Conapran sea una institución de beneficencia sin fines de lucro, para el adulto mayor, reconocida y respetada a nivel nacional, debido a su calidad de atención como por el alto sentido de vocación y compromiso social».

## Sede principal
El edificio que ocupa el ministerio como sede principal es uno de los primeros rascacielos construidos en Latinoamérica. Fue diseñado por Ricardo González Cortés, tiene 14 pisos y fue construido entre 1928 y 1931, siendo inaugurado como el Edificio del Seguro Obrero.
El edificio frente al Palacio de La Moneda fue utilizado para realizar un intento de golpe de Estado de parte de jóvenes del Movimiento Nacionalsocialista en 1938, terminando este trágicamente con una matanza de la mayoría de los implicados.

## Listado de ministros

### República Conservadora (1831-1861)
| Partidos políticos                                                              |
| ------------------------------------------------------------------------------- |
| Pelucones o Partido Conservador (PCon) Partido Liberal (PL) Independiente (Ind) |

| N°                                                  | Ministro | Ministro                             | Inicio                   | Término                  | Partido | Partido |
| Presidencia de José Joaquín Prieto Vial (1831-1841) |          |                                      |                          |                          |         |         |
| -                                                   |          | Diego Portales Palazuelos (interino) | 1 de febrero de 1837     | 26 de junio de 1837      |         | PCon    |
| 1                                                   |          | Mariano Egaña Fabres                 | 26 de junio de 1837      | 1840                     |         | Ind     |
| 2                                                   |          | Manuel Montt Torres                  | 27 de marzo de 1841      | 18 de septiembre de 1841 |         | PN      |
| Presidencia de Manuel Bulnes Prieto (1841-1851)     |          |                                      |                          |                          |         |         |
| -                                                   |          | Manuel Montt Torres                  | 18 de septiembre de 1841 | 10 de abril de 1845      |         | PN      |
| 3                                                   |          | Antonio Varas de la Barra            | 10 de abril de 1845      | 22 de septiembre de 1846 |         | PN      |
| 4                                                   |          | Salvador Sanfuentes Torres           | 18 de septiembre de 1846 | 12 de junio de 1849      |         | Ind     |
| 5                                                   |          | Manuel Antonio Tocornal Grez         | 1849                     | 1850                     |         | PCon    |
| 5                                                   |          | Máximo Mujica Echaurren              | 1850                     | 18 de septiembre de 1851 |         | PL      |
| Presidencia de Manuel Montt Torres (1851-1861)      |          |                                      |                          |                          |         |         |
| 6                                                   |          | Fernando Lazcano Mujica              | 18 de septiembre de 1851 | 1852                     |         | Ind     |
| 7                                                   |          | Silvestre Ochagavía Errázuriz        | 1852                     | 1855                     |         | PCon    |
| 8                                                   |          | Francisco Javier Ovalle Bezanilla    | 9 de mayo de 1855        | 29 de octubre de 1856    |         | PN      |
| 9                                                   |          | Waldo Silva Algüe                    | 29 de octubre de 1856    | 1 de octubre de 1857     |         | PN      |
| -                                                   |          | Salvador Sanfuentes Torres           | 1857                     | 18 de diciembre de 1857  |         | Ind     |
| 10                                                  |          | Rafael Sotomayor                     | 1857                     | 18 de septiembre de 1861 |         | Ind     |

### República Liberal (1861-1891)
| Partidos Políticos |
| --- |
| Partido Conservador (PCon) Partido Nacional o Monttvarista (PN) Partido Liberal (PL) Partido Radical (PR) Independiente (Ind) |

| N°                                                      | Ministro | Ministro                           | Inicio                   | Término                  | Partido | Partido |
| Presidencia de José Joaquín Pérez Mascayano (1861-1871) |          |                                    |                          |                          |         |         |
| 11                                                      |          | Justo Donoso Vivanco               | 18 de septiembre de 1861 | enero de 1862            |         |         |
| 12                                                      |          | Miguel Güemes Fernández            | 9 de julio de 1862       | 28 de septiembre de 1864 |         | PCon    |
| 13                                                      |          | Federico Errázuriz Zañartu         | 1864                     | 1866                     |         | PL      |
| 14                                                      |          | Joaquín Blest Gana                 | 18 de septiembre de 1866 | 30 de abril de 1870      |         |         |
| 15                                                      |          | Francisco Vargas Fontecilla        | 30 de abril de 1870      | 2 de agosto de 1870      |         | PL      |
| 16                                                      |          | Eulogio Altamirano Aracena         | 2 de agosto de 1870      | 1871                     |         | PCon    |
| Presidencia de Federico Errázuriz Zañartu (1871-1876)   |          |                                    |                          |                          |         |         |
| 17                                                      |          | Abdón Cifuentes                    | 1871                     | Julio de 1873            |         | PCon    |
| 18                                                      |          | José María Barceló                 | 7 de agosto de 1873      | 1876                     |         |         |
| Presidencia de Aníbal Pinto Garmendia (1876-1881)       |          |                                    |                          |                          |         |         |
| 19                                                      |          | Miguel Luis Amunátegui Aldunate    | 18 de septiembre de 1876 | 5 de agosto de 1878      |         | PL      |
| -                                                       |          | Joaquín Blest Gana                 | 5 de agosto de 1878      | 17 de abril de 1879      |         |         |
| 20                                                      |          | Jorge Huneeus Zegers               | 17 de abril de 1879      | 20 de agosto de 1879     |         | PN      |
| 21                                                      |          | José Antonio Gandarillas           | 20 de agosto de 1879     | 19 de noviembre de 1880  |         | PL      |
| 21                                                      |          | Manuel García de la Huerta         | 1880                     | 1881                     |         | PN      |
| Presidencia de Domingo Santa María (1881-1886)          |          |                                    |                          |                          |         |         |
| 22                                                      |          | José Eugenio Vergara               | 18 de septiembre de 1881 | 28 de mayo de 1883       |         | PL      |
| 23                                                      |          | José Ignacio Vergara               | 28 de mayo de 1883       | 22 de octubre de 1885    |         | PL      |
| 24                                                      |          | Emilio Crisólogo Varas             | 22 de octubre de 1885    | ? de 1886                |         | PR      |
| 25                                                      |          | Pedro Montt Montt                  | ? de 1886                | 18 de septiembre de 1886 |         | PN      |
| Presidencia de José Manuel Balmaceda (1886-1891)        |          |                                    |                          |                          |         |         |
| 26                                                      |          | Adolfo Valderrama Sáenz de la Peña | 18 de septiembre de 1886 | 1887                     |         | PL      |
| 27                                                      |          | Francisco Freire Caldera           | 11 de marzo de 1887      | 26 de marzo de 1887      |         | PL      |
| 28                                                      |          | Pedro Lucio Cuadra                 | 1887                     | 1888                     |         | PL      |
| 29                                                      |          | Federico Puga Borne                | 1888                     | 1888                     |         | PL      |
| 30                                                      |          | Julio Bañados Espinosa             | 2 de noviembre de 1888   | 11 de junio de 1889      |         | PL      |
| -                                                       |          | Federico Puga Borne                | 1889                     | 1889                     |         | PL      |
| 31                                                      |          | Isidoro Errázuriz Errázuriz        | 1889                     | 1890                     |         | PL      |
| 32                                                      |          | Gregorio Donoso Vergara            | 1890                     | 1890                     |         | PLD     |
| 33                                                      |          | Rafael Casanova Casanova           | octubre de 1890          | diciembre de 1890        |         | PLD     |
| 34                                                      |          | Ismael Pérez Montt                 | 1890                     | 1891                     |         | PLD     |
| 35                                                      |          | Francisco Concha Berguecio         | 1891                     | 29 de agosto de 1891     |         | PLD     |

### República Parlamentaria (1891-1925)
| Partidos Políticos |
| --- |
| Partido Conservador (PCon) Partido Nacional (PN) Partido Nacionalista (NAC) Partido Liberal (PL) Partido Liberal Democrático (PLD) Partido Liberal Independiente (PLI) Partido Radical (PR) Partido Demócrata (PD) Militar Independiente (Ind) |

| N°                                       | Ministro | Ministro                            | Inicio              | Término             | Partido | Partido |
| Gobierno de Jorge Montt Álvarez          |          |                                     |                     |                     |         |         |
| 36                                       |          | Isidoro Errázuriz Errázuriz         | 1891                | 1891                |         | PL      |
| 37                                       |          | Federico Errázuriz Echaurren        | 1891                | 1891                |         | PL      |
| 38                                       |          | Joaquín Walker Martínez             | 1891                | 1891                |         | PCon    |
| -                                        |          | Isidoro Errázuriz Errázuriz         | 1891                | 1892                |         | PL      |
| 39                                       |          | Juan Castellón Larenas              | 1892                | 1892                |         | PR      |
| 40                                       |          | Gaspar Toro Hurtado                 | 1892                | 1892                |         | PR      |
| 41                                       |          | Máximo Del Campo Yávar              | 1892                | 1893                |         | PCon    |
| 42                                       |          | Joaquín Rodríguez Rozas             | 1893                | 1893                |         | PL      |
| 43                                       |          | Francisco Pinto Zañartu             | 1893                | 1894                |         | PL      |
| -                                        |          | Federico Errázuriz Echaurren        | 1894                | 1894                |         | PL      |
| 44                                       |          | Osvaldo Rengifo Vial                | 1894                | 1895                |         | PL      |
| 45                                       |          | Mariano Sánchez Fontecilla          | 1895                | 1895                |         | PL      |
| 46                                       |          | Gaspar Toro Hurtado                 | 1895                | 1895                |         | PR      |
| Gobierno de Federico Errázuriz Echaurren |          |                                     |                     |                     |         |         |
| 47                                       |          | Adolfo Ibáñez Gutiérrez             | 1896                | 1896                |         | PL      |
| 48                                       |          | Federico Puga Borne                 | 1896                | 1897                |         | PL      |
| 49                                       |          | José Domingo Amunátegui Rivera      | 1897                | 1898                |         | PL      |
| 50                                       |          | Augusto Orrego Luco                 | 1898                | 1898                |         | PL      |
| 51                                       |          | Juan Antonio Orrego González        | 1898                | 1898                |         | PL      |
| 52                                       |          | Carlos Palacios Zapata              | 1898                | 1898                |         | PL      |
| 53                                       |          | Francisco Herboso España            | 1899                | 1900                |         | PL      |
| 54                                       |          | Emilio Bello Codesido               | 1900                | 1900                |         | PLD     |
| -                                        |          | Francisco Herboso España            | 1900                | 1901                |         | PL      |
| 55                                       |          | Ramón Vergara Donoso                | 1901                | 1901                |         | PLD     |
| 56                                       |          | Ventura Carvallo Elizalde           | 1901                | 1901                |         | PL      |
| 57                                       |          | Ramón Escobar Escobar               | 1901                | 1901                |         | PLD     |
| Gobierno de Germán Riesco Errázuriz      |          |                                     |                     |                     |         |         |
| 58                                       |          | Manuel Ballesteros Ríos             | 1901                | 1901                |         | PL      |
| 59                                       |          | Rafael Balmaceda Fernández          | 1901                | 1902                |         | PLD     |
| 60                                       |          | José Domingo Amunátegui Rivera      | 1902                | 1903                |         | PL      |
| 61                                       |          | Aníbal Sanfuentes Velasco           | 1903                | 1903                |         | PLD     |
| 62                                       |          | Francisco Concha Berguecio          | 1903                | 1904                |         | PLD     |
| 63                                       |          | Efraín Vásquez Guarda               | 1904                | 1904                |         | PLD     |
| 64                                       |          | Enrique Rodríguez Velásquez         | 1904                | 1904                |         | PN      |
| 65                                       |          | Alejandro Fierro Pérez de Camino    | 1904                | 1905                |         | PN      |
| 66                                       |          | Javier Ángel Figueroa               | 1905                | 1905                |         | PLD     |
| 67                                       |          | Antonio Huneeus Gana                | 1905                | 1905                |         | PL      |
| 68                                       |          | Guillermo Pinto Agüero              | 1905                | 1906                |         | PLD     |
| 69                                       |          | Manuel Salas Lavaqui                | 1906                | 1906                |         | PLD     |
| 70                                       |          | Samuel Claro Lastarria              | 1906                | 1906                |         | PL      |
| Gobierno de Pedro Montt Montt            |          |                                     |                     |                     |         |         |
| 71                                       |          | Enrique Rodríguez Velásquez         | 1906                | 1906                |         | PN      |
| -                                        |          | Ramón Escobar Escobar               | 1906                | 1907                |         | PLD     |
| 72                                       |          | Óscar Viel Cavero                   | 1907                | 1909                |         | PLD     |
| 73                                       |          | Emiliano Figueroa Larraín           | 1909                | 1909                |         | PLD     |
| Gobierno de Ramón Barros Luco            |          |                                     |                     |                     |         |         |
| 74                                       |          | Domingo Amunátegui Solar            | 1909                | 1911                |         | PL      |
| 75                                       |          | Benjamín Montt Montt                | 1911                | 1912                |         | PN      |
| 76                                       |          | Arturo del Río Racet                | 23 de enero de 1912 | 8 de agosto de 1912 |         | PLD     |
| 77                                       |          | Enrique Villegas Echiburu           | 1912                | 1913                |         | PLD     |
| 78                                       |          | Aníbal Letelier Núñez               | 1913                | 1914                |         | PLD     |
| 79                                       |          | Absalón Valencia Zavala             | 1914                | 1915                |         | PLD     |
| 80                                       |          | Samuel Claro Lastarria              | 1915                | 1915                |         | PL      |
| 81                                       |          | Gregorio Amunátegui Solar           | 1915                | 1915                |         | PL      |
| Gobierno de Juan Luis Sanfuentes         |          |                                     |                     |                     |         |         |
| 82                                       |          | Augusto Orrego Luco                 | 1915                | 1916                |         | PL      |
| 83                                       |          | Roberto Sánchez García de la Huerta | 1916                | 1916                |         | PLD     |
| 84                                       |          | Alberto Romero Herrera              | 1916                | 1916                |         | PN      |
| 85                                       |          | Pedro Íñiguez Larraín               | 1916                | 1917                |         | PLI     |
| 86                                       |          | Ángel Guarello Costa                | 1917                | 1917                |         | PD      |
| 87                                       |          | Arturo Alemparte Quiroga            | 1917                | 1918                |         | PN      |
| 88                                       |          | Pedro Aguirre Cerda                 | 1918                | 1918                |         | PR      |
| 89                                       |          | Alcibíades Roldán Álvarez           | 1918                | 1918                |         | PL      |
| 90                                       |          | Luis Orrego Luco                    | 1918                | 1919                |         | PR      |
| 91                                       |          | Pablo Ramírez Rodríguez             | 1919                | 1919                |         | PR      |
| 92                                       |          | Julio Prado Amor                    | 1919                | 1919                |         | PLD     |
| 93                                       |          | José Bernales Navarro               | 1919                | 1920                |         | PD      |
| 94                                       |          | Enrique Bermúdez de la Paz          | 1920                | 1920                |         | PL      |
| 95                                       |          | Javier Gandarillas Matta            | 1920                | 1920                |         | PR      |
| 96                                       |          | Lorenzo Montt Montt                 | 1920                | 1920                |         | PLI     |
| Gobierno de Arturo Alessandri Palma      |          |                                     |                     |                     |         |         |
| 97                                       |          | Alberto Montt Montt                 | 1920                | 1920                |         | PL      |
| 98                                       |          | Armando Jaramillo Valderrama        | 1920                | 1921                |         | PL      |
| 99                                       |          | Tomás Ramírez Frías                 | 1921                | 1921                |         | PL      |
| 100                                      |          | Roberto Sánchez García de la Huerta | 1921                | 1922                |         | PLD     |
| 101                                      |          | Octavio Maira González              | 1922                | 1922                |         | PR      |
| 102                                      |          | Ángel Guarello Costa                | 1922                | 1922                |         | PD      |
| 103                                      |          | Robinson Paredes Pacheco            | 1922                | 1923                |         | PD      |
| 104                                      |          | Carlos Alberto Ruiz Bahamonde       | 1923                | 1923                |         | PR      |
| 105                                      |          | Luis Salas Romo                     | 1923                | 1923                |         | PR      |
| 106                                      |          | Marcial Martínez de Ferrari         | 1923                | 1923                |         | PL      |
| 107                                      |          | Alcibíades Roldán Álvarez           | 1923                | 1924                |         | PL      |
| 108                                      |          | Domingo Antonio Durán Morales       | 1924                | 1924                |         | PR      |
| 109                                      |          | Guillermo Labarca Hubertson         | 1924                | 1924                |         | PR      |
| 110                                      |          | Jorge Prieto Echaurren              | 1924                | 1924                |         | PLD     |
| -                                        |          | Luis Salas Romo                     | 1924                | 1924                |         | PR      |
| 111                                      |          | Gregorio Amunátegui Solar           | 1924                | 1924                |         | PL      |
| Gobierno de la Junta Militar de 1924     |          |                                     |                     |                     |         |         |
| -                                        |          | Gregorio Amunátegui Solar           | 1924                | 1924                |         | PL      |
| 112                                      |          | José Bernales Navarro               | 1924                | 1924                |         | PD      |
| 113                                      |          | José Maza Fernández                 | 1924                | 1924                |         | PLI     |

### República Presidencial (1925-1973)
| Partidos políticos |
| --- |
| Partido Liberal Independiente (PLDo) Militar Partido Conservador (PCon) Partido Liberal Democrático (PLD) Partido Radical (PR) Unión Social Republicana de Asalariados de Chile (USRACH) Independiente (Ind) Partido Liberal (PL) Partido Nacional (PN) Partido Democrático (PDo) Partido Socialista Auténtico (PSA) Partido Conservador Tradicionalista (PCT) Partido Socialista de Chile (PS) Partido Demócrata (PD) Partido Democrático del Pueblo (PDP) Partido Socialista Popular (PSP) Partido Agrario Laborista (PAL) Partido Nacional Cristiano (PNC) Partido Demócrata Cristiano (PDC) Acción Popular Independiente (API) Partido Izquierda Radical (PIR) Partido Comunista de Chile (PCCh) |

| Ministro                                         | Ministro                                 | Inicio                   | Término                        | Partido | Partido |
| Gobierno de Arturo Alessandri Palma              |                                          |                          |                                |         |         |
|                                                  | José Maza Fernández                      | 29 de enero de 1925      | 30 de septiembre de 1925       |         | PLDo    |
| Gobierno de Luis Barros Borgoño (interino)       |                                          |                          |                                |         |         |
|                                                  | Oscar Fenner Marín                       | 1 de octubre de 1925     | 23 de diciembre de 1925        |         | Militar |
| Gobierno de Emiliano Figueroa Larraín            |                                          |                          |                                |         |         |
|                                                  | Alamiro Huidobro Valdés                  | 23 de diciembre de 1925  | 20 de noviembre de 1926        |         | PCon    |
|                                                  | Álvaro Santa María Cerveró               | 20 de noviembre de 1926  | 21 de diciembre de 1926        |         | PLD     |
|                                                  | Ramón Montero                            | 1926                     | 1927                           |         | PR      |
|                                                  | Aquiles Vergara Vicuña                   | 1927                     | 1927                           |         | PR      |
| Gobierno de Carlos Ibáñez del Campo              |                                          |                          |                                |         |         |
|                                                  | Aquiles Vergara Vicuña                   | 9 de febrero de 1927     | 6 de septiembre de 1927        |         | PR      |
|                                                  | José Santos Salas (interino)             | 6 de septiembre de 1927  | 17 de noviembre de 1927        |         | USRACH  |
|                                                  | Enrique Balmaceda Toro                   | 21 de julio de 1927      | 24 de febrero de 1928          |         | PLD     |
|                                                  | Osvaldo Koch Krefft                      | 24 de febrero de 1928    | 4 de abril de 1930             |         | Ind.    |
|                                                  | David Hermosilla Guerra                  | 4 de abril de 1930       | 28 de julio de 1930 (interino) |         | PR      |
|                                                  | Humberto Arce Bobadilla                  | 28 de julio de 1930      | 28 de abril de 1931            |         | PR      |
|                                                  | Antonio Planet Cordero                   | 28 de abril de 1931      | 13 de julio de 1931            |         | PCon    |
|                                                  | José Manuel Ríos Arias                   | 13 de julio de 1931      | 22 de julio de 1931            |         | PL      |
|                                                  | Guillermo Edwards Matte                  | 22 de julio de 1931      | 23 de julio de 1931            |         | PL      |
|                                                  | Alberto Edwards Vives                    | 23 de julio de 1931      | 26 de julio de 1931            |         | PN      |
| Gobierno de Pedro Opazo Letelier (interino)      |                                          |                          |                                |         |         |
|                                                  | Luis Gutiérrez Alliende                  | 26 de julio de 1931      | 27 de julio de 1931            |         | PCon    |
| Gobierno de Juan Esteban Montero (interino)      |                                          |                          |                                |         |         |
|                                                  | Luis Gutiérrez Alliende                  | 27 de julio de 1931      | 20 de agosto de 1931           |         | PCon    |
| Gobierno de Manuel Trucco Franzzani (interino)   |                                          |                          |                                |         |         |
|                                                  | Luis Gutiérrez Alliende                  | 20 de agosto de 1931     | 3 de septiembre de 1931        |         | PCon    |
|                                                  | Horacio Walker Larraín                   | 3 de septiembre de 1931  | 3 de noviembre de 1931         |         | PCon    |
| Gobierno de Juan Esteban Montero                 |                                          |                          |                                |         |         |
|                                                  | Luis Gutiérrez Alliende                  | 15 de noviembre de 1931  | 7 de abril de 1932             |         | PCon    |
|                                                  | Arturo Ureta Echazarreta                 | 8 de abril de 1932       | 4 de junio de 1932             |         | PCon    |
| Gobierno de la República Socialista de Chile     |                                          |                          |                                |         |         |
|                                                  | Pedro Fajardo Ulloa                      | 4 de junio de 1932       | 16 de junio de 1932            |         | PCon    |
|                                                  | Santiago Pérez Peña                      | 16 de junio de 1932      | 16 de junio de 1932            |         | PL      |
| Gobierno de Carlos Dávila Espinoza               |                                          |                          |                                |         |         |
|                                                  | Santiago Pérez Peña                      | 16 de junio de 1932      | 11 de julio de 1932            |         | PL      |
|                                                  | Guillermo Bañados Honorato               | 11 de julio de 1932      | 13 de septiembre de 1932       |         | PDo     |
| Gobierno de Bartolomé Blanche Espejo (interino)  |                                          |                          |                                |         |         |
|                                                  | Juan Antonio Ríos Morales                | 14 de septiembre de 1932 | 2 de octubre de 1932           |         | PR      |
| Gobierno de Abraham Oyanedel Urrutia (interino)  |                                          |                          |                                |         |         |
|                                                  | Absalón Valencia Zavala                  | 2 de octubre de 1932     | 24 de diciembre de 1932        |         | PLD     |
| 2.º Gobierno de Arturo Alessandri Palma          |                                          |                          |                                |         |         |
|                                                  | Domingo Durán Morales                    | 24 de diciembre de 1932  | 1934                           |         | PR      |
|                                                  | Osvaldo Vial Vial                        | 1934                     | 1935                           |         | PL      |
|                                                  | Francisco Garcés Gana                    | 1935                     | 1936                           |         | PL      |
|                                                  | Humberto Álvarez Suárez                  | 12 de septiembre de 1936 | 22 de octubre de 1936          |         | PL      |
|                                                  | Pedro Hernán Freeman Caris               | 22 de octubre de 1936    | 19 de febrero de 1937          |         | PR      |
|                                                  | Fernando Moller Bordeu                   | 19 de febrero de 1937    | 24 de marzo de 1937            |         | PR      |
|                                                  | Alejandro Serani Burgos                  | 24 de marzo de 1937      | 6 de agosto de 1937            |         | PDo     |
|                                                  | Guillermo Correa Fuenzalida (subrogante) | 6 de agosto de 1937      | 24 de diciembre de 1938        |         | PL      |
| Gobierno de Pedro Aguirre Cerda                  |                                          |                          |                                |         |         |
|                                                  | Raúl Puga Monsalve                       | 24 de diciembre de 1938  | 10 de junio de 1941            |         | PDo     |
|                                                  | Domingo Godoy Pérez                      | 10 de junio de 1941      | 6 de octubre de 1941           |         | PL      |
|                                                  | Tomás Mora Pineda                        | 6 de octubre de 1941     | 25 de noviembre de 1941        |         | PR      |
| Gobierno de Jerónimo Méndez Arancibia (interino) |                                          |                          |                                |         |         |
|                                                  | Tomás Mora Pineda                        | 25 de noviembre de 1941  | 2 de abril de 1942             |         | PR      |
| Gobierno de Juan Antonio Ríos Morales            |                                          |                          |                                |         |         |
|                                                  | Jerónimo Ortúzar Rojas                   | 2 de abril de 1942       | 1942                           |         | PDo     |
|                                                  | Oscar Gajardo Villarroel                 | 1942                     | 1944                           |         | Ind.    |
|                                                  | Benjamín Claro Velasco                   | 1944                     | 1944                           |         | PR      |
|                                                  | Eugenio Puga Fisher                      | 1944                     | 1945                           |         | PDo     |
|                                                  | Enrique Arriagada Saldías                | 1945                     | 30 de enero de 1946            |         | PSA     |
| Gobierno de Alfredo Duhalde Vásquez (interino)   |                                          |                          |                                |         |         |
|                                                  | Arnaldo Carrasco Carrasco                | 30 de enero de 1946      | 1946                           |         | Militar |
|                                                  | Fernando Moller Bordeu                   | 1946                     | 1946                           |         | PR      |
|                                                  | Eugenio Puga Fisher                      | 1946                     | 17 de octubre de 1946          |         | PDo     |
| Gobierno de Juan Antonio Iribarren (interino)    |                                          |                          |                                |         |         |
|                                                  | Eugenio Puga Fisher                      | 17 de octubre de 1946    | 4 de noviembre de 1946         |         | PDo     |
| Gobierno de Gabriel González Videla              |                                          |                          |                                |         |         |
|                                                  | Guillermo Correa Fuenzalida              | 3 de noviembre de 1946   | 16 de abril de 1947            |         | PL      |
|                                                  | Humberto Correa Labra                    | 16 de abril de 1947      | 2 de agosto de 1947            |         | PR      |
|                                                  | Eugenio Puga Fisher                      | 2 de agosto de 1947      | 7 de julio de 1948             |         | PDo     |
|                                                  | Luis Felipe Letelier Icaza               | 7 de julio de 1948       | 25 de mayo se 1949             |         | PCT     |
|                                                  | Juan Bautista Rossetti Colombino         | 25 de mayo de 1949       | 7 de febrero de 1950           |         | PS      |
|                                                  | Eugenio Puga Fisher                      | 7 de febrero de 1950     | 27 de febrero de 1950          |         | PDo     |
|                                                  | Ruperto Puga Fisher                      | 27 de febrero de 1950    | 26 de junio de 1950            |         | PDo     |
|                                                  | Humberto Parada Berger                   | 26 de junio de 1950      | 29 de julio de 1952            |         | PD      |
|                                                  | Adriana Olguín de Baltra                 | 29 de julio de 1952      | 3 de noviembre de 1952         |         | PR      |
| 2.º Gobierno de Carlos Ibáñez del Campo          |                                          |                          |                                |         |         |
|                                                  | Orlando Latorre González                 | 3 de noviembre de 1952   | 11 de marzo de 1953            |         | PDP     |
|                                                  | Enrique Monti Forno                      | 11 de marzo de 1953      | 2 de abril de 1953             |         | PSP     |
|                                                  | Juan Gómez Millas                        | 1953                     | 1953                           |         | PAL     |
|                                                  | Santiago Wilson Hernández                | 14 de abril de 1953      | 1 de marzo de 1954             |         | PDP     |
|                                                  | Osvaldo Koch Krefft                      | 2 de marzo de 1954       | 6 de enero de 1955             |         | Ind.    |
|                                                  | Arturo Zúñiga Latorre                    | 6 de enero de 1955       | 30 de mayo de 1955             |         | Ind.    |
|                                                  | Mariano Fontecilla Varas                 | 30 de mayo de 1955       | 12 de agosto de 1955           |         | PNC     |
|                                                  | Santiago Wilson Hernández                | 12 de agosto de 1955     | 25 de mayo de 1956             |         | PDP     |
|                                                  | Mariano Fontecilla Varas                 | 25 de mayo de 1956       | 1956                           |         | PNC     |
|                                                  | Arturo Zúñiga Latorre                    | 1956                     | 1957                           |         | Ind.    |
|                                                  | Adrián Barrientos Villalobos             | 1957                     | 1958                           |         | Militar |
|                                                  | Luis Octavio Reyes Ugarte                | 1958                     | 1958                           |         | Ind.    |
|                                                  | Arturo Zúñiga Latorre                    | 1958                     | 1958                           |         | Ind.    |
|                                                  | Osvaldo Saint Marie Sorucco              | 1958                     | 1958                           |         | Ind.    |
|                                                  | Óscar Acevedo Vega                       | 1958                     | 1958                           |         | Ind.    |
| Gobierno de Jorge Alessandri Rodríguez           |                                          |                          |                                |         |         |
|                                                  | Julio Philippi Izquierdo                 | 3 de noviembre de 1958   | 5 de septiembre de 1960        |         | Ind.    |
|                                                  | Enrique Ortúzar Escobar                  | 5 de septiembre de 1960  | 3 de noviembre de 1964         |         | Ind.    |
| Gobierno de Eduardo Frei Montalva                |                                          |                          |                                |         |         |
|                                                  | Pedro Jesús Rodríguez González           | 3 de noviembre de 1964   | 13 de febrero de 1968          |         | PDC     |
|                                                  | William Thayer Arteaga                   | 15 de febrero de 1968    | 14 de agosto de 1968           |         | PDC     |
|                                                  | Jaime Castillo Velasco                   | 14 de agosto de 1968     | 27 de junio de 1969            |         | PDC     |
|                                                  | Máximo Pacheco Gómez (s)                 | 1969                     | 1969                           |         | PDC     |
|                                                  | Gustavo Dagoberto Lagos Matus            | 27 de junio de 1969      | 3 de noviembre de 1970         |         | PDC     |
| Gobierno de Salvador Allende Gossens             |                                          |                          |                                |         |         |
|                                                  | Lisandro Cruz Ponce                      | 3 de noviembre de 1970   | 28 de enero de 1972            |         | API     |
|                                                  | Manuel Sanhueza Cruz                     | 28 de enero de 1972      | 6 de abril de 1972             |         | PIR     |
|                                                  | Jorge Tapia Valdés                       | 6 de abril de 1972       | 2 de noviembre de 1972         |         | PR      |
|                                                  | Sergio Insunza Barrios                   | 2 de noviembre de 1972   | 11 de septiembre de 1973       |         | PCCh    |

### Dictadura militar (1973-1990)
| Partido político     |
| -------------------- |
| Independiente (Ind.) |

| Ministro/a                                       | Ministro/a                   | Inicio                   | Término                 | Partido | Partido |
| Junta Militar de Gobierno (1973-1974)            |                              |                          |                         |         |         |
|                                                  | Gonzalo Prieto Gándara       | 12 de septiembre de 1973 | 11 de julio de 1974     |         | Ind.    |
| Dictadura de Augusto Pinochet Ugarte (1974-1990) |                              |                          |                         |         |         |
|                                                  | Hugo Musante Romero          | 11 de julio de 1974      | 14 de julio de 1975     |         | Ind.    |
|                                                  | Miguel Schweitzer Speisky    | 14 de abril de 1975      | 15 de marzo de 1977     |         | Ind.    |
|                                                  | Renato Damilano Bonfante (s) | 15 de marzo de 1977      | 20 de abril de 1977     |         | Ind.    |
|                                                  | Mónica Madariaga Gutiérrez   | 20 de abril de 1977      | 14 de febrero de 1983   |         | Ind.    |
|                                                  | Jaime del Valle Alliende     | 14 de febrero de 1983    | 19 de diciembre de 1983 |         | Ind.    |
|                                                  | Hugo Rosende Subiabre        | 19 de diciembre de 1983  | 11 de marzo de 1990     |         | Ind.    |

### Retorno a la democracia (1990-presente)

#### Ministerio de Justicia
| Partidos políticos |
| --- |
| Partido Demócrata Cristiano (PDC) Partido Radical Socialdemócrata (PRSD) Renovación Nacional (RN) Unión Demócrata Independiente (UDI) Convergencia Social (CS) Independiente (Ind) |

| N.º | Ministro/a          | Ministro/a                  | Partido  | Inicio                  | Final                   | Presidente            | Presidente                 |
| --- | ------------------- | --------------------------- | -------- | ----------------------- | ----------------------- | --------------------- | -------------------------- |
| '   |                     | Francisco Cumplido Cereceda | PDC      | 19 de julio de 1990     | 11 de marzo de 1994     |                       | Patricio Aylwin Azócar     |
| '   |                     | Soledad Alvear Valenzuela   | PDC      | 11 de marzo de 1994     | 16 de diciembre de 1999 |                       | Eduardo Frei Ruiz-Tagle    |
| '   |                     | José Antonio Gómez Urrutia  | PRSD     | 16 de diciembre de 1999 | 11 de marzo de 2000     |                       | Eduardo Frei Ruiz-Tagle    |
| '   | 11 de marzo de 2000 | José Antonio Gómez Urrutia  | PRSD     | 3 de marzo de 2003      |                         | Ricardo Lagos Escobar |                            |
| '   |                     | Luis Bates Hidalgo          | Ind.     | 3 de marzo de 2003      | 11 de marzo de 2006     | Ricardo Lagos Escobar |                            |
| '   |                     | Isidro Solís Palma          | PRSD     | 11 de marzo de 2006     | 26 de marzo de 2007     |                       | Michelle Bachelet Jeria    |
| '   |                     | Carlos Maldonado Curti      | PRSD     | 26 de marzo de 2007     | 11 de marzo de 2010     |                       | Michelle Bachelet Jeria    |
| '   |                     | Felipe Bulnes Serrano       | RN       | 11 de marzo de 2010     | 18 de julio de 2011     |                       | Sebastián Piñera Echenique |
| '   |                     | Teodoro Ribera Neumann      | RN       | 18 de julio de 2011     | 17 de diciembre de 2012 |                       | Sebastián Piñera Echenique |
| '   |                     | Patricia Pérez Goldberg     | Ind.     | 17 de diciembre de 2012 | 11 de marzo de 2014     |                       | Sebastián Piñera Echenique |
| '   |                     | José Antonio Gómez Urrutia  | PRSD     | 11 de marzo de 2014     | 11 de mayo de 2015      |                       | Michelle Bachelet Jeria    |
| '   |                     | Javiera Blanco Suárez       | Ind.-PDC | 11 de mayo de 2015      | 5 de enero de 2016      |                       | Michelle Bachelet Jeria    |

#### Ministerio de Justicia y Derechos Humanos
| N.º | Ministro/a | Ministro/a               | Partido  | Inicio                | Final                 | Presidente | Presidente                 |
| --- | ---------- | ------------------------ | -------- | --------------------- | --------------------- | ---------- | -------------------------- |
| 1   |            | Javiera Blanco Suárez    | Ind.-PDC | 5 de enero de 2016    | 19 de octubre de 2016 |            | Michelle Bachelet Jeria    |
| 2   |            | Jaime Campos Quiroga     | PRSD     | 19 de octubre de 2016 | 11 de marzo de 2018   |            | Michelle Bachelet Jeria    |
| 3   |            | Hernán Larraín Fernández | UDI      | 11 de marzo de 2018   | 11 de marzo de 2022   |            | Sebastián Piñera Echenique |
| 4   |            | Marcela Ríos Tobar       | CS       | 11 de marzo de 2022   | 7 de enero de 2023    |            | Gabriel Boric Font         |
| -   |            | Jaime Gajardo Falcón (s) | PCCh     | 7 de enero de 2023    | 11 de enero de 2023   |            | Gabriel Boric Font         |
| 5   |            | Luis Cordero Vega        | Ind.     | 11 de enero de 2023   | 17 de octubre de 2024 |            | Gabriel Boric Font         |
| 6   |            | Jaime Gajardo Falcón     | PCCh     | 17 de octubre de 2024 | En el cargo           |            | Gabriel Boric Font         |

### Redes sociales
- Ministerio de Justicia y Derechos Humanos de Chile en X (antes Twitter)
- Ministerio de Justicia y Derechos Humanos de Chile en Instagram
- Ministerio de Justicia y Derechos Humanos de Chile en Facebook
- Ministerio de Justicia y Derechos Humanos de Chile en Flickr

### Otros
- Sitio web oficial Ministerio de Justicia de Chile (hasta 2016)

- Datos: Q6017368
- Multimedia: Ministry of Justice and Human Rights (Chile) / Q6017368